# Tamarinier
Tamarindus indica
Genre
Espèce
Classification phylogénétique
Synonymes
- Cavaraea elegans Speg.
- Tamarindus erythraeus Mattei
- Tamarindus occidentalis Gaertn.
- Tamarindus officinalis Hook.
- Tamarindus somalensis Mattei
- Tamarindus umbrosa Salisb.

Le Tamarinier, Tamarindus indica, est une espèce de plantes à fleurs de la famille des Fabaceae et de la sous-famille des Caesalpinioideae selon la classification APG III. Il s'agit de la seule espèce du genre Tamarindus (genre monotypique).
Tamarinier est le nom commun plus courant. Il est dénommé sur l’île de La Réunion et l'île Maurice le tamarin des Bas ou tamarin pays.
C'est un arbre originaire des régions tropicales sèches de l'Afrique de l'Est. Implanté il y a très longtemps en Asie du Sud, il a diffusé ensuite dans toutes les régions tropicales. Des spécimens ont été introduits au XVIe siècle en Amérique centrale ; l'espèce est désormais répandue au Mexique, au Honduras et au Guatemala.
À Madagascar, chez les Sakalava, le tamarinier est considéré comme un arbre sacré, le « Roi des arbres ».

## Description
Le tamarinier est un arbre de dix à vingt mètres de haut à tronc plutôt court. À croissance lente, il a une longue durée de vie.
Son feuillage est persistant à feuilles alternes, paripennées (nombre pair de folioles : ici jusqu'à douze paires de folioles). Les folioles ovales sont déployés le jour mais ils se replient la nuit pour moins attirer les herbivores.
Ses fleurs jaunâtres en racèmes terminaux retombants apparaissent en mai et donnent, en octobre, des fruits constitués de grosses gousses contenant plusieurs graines entourées de pulpe fibreuse.

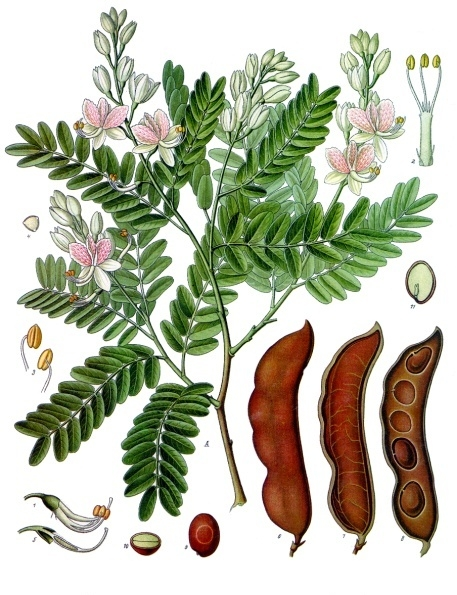
Planche de Köhler, 1897. Medizinal-Pflanzen.
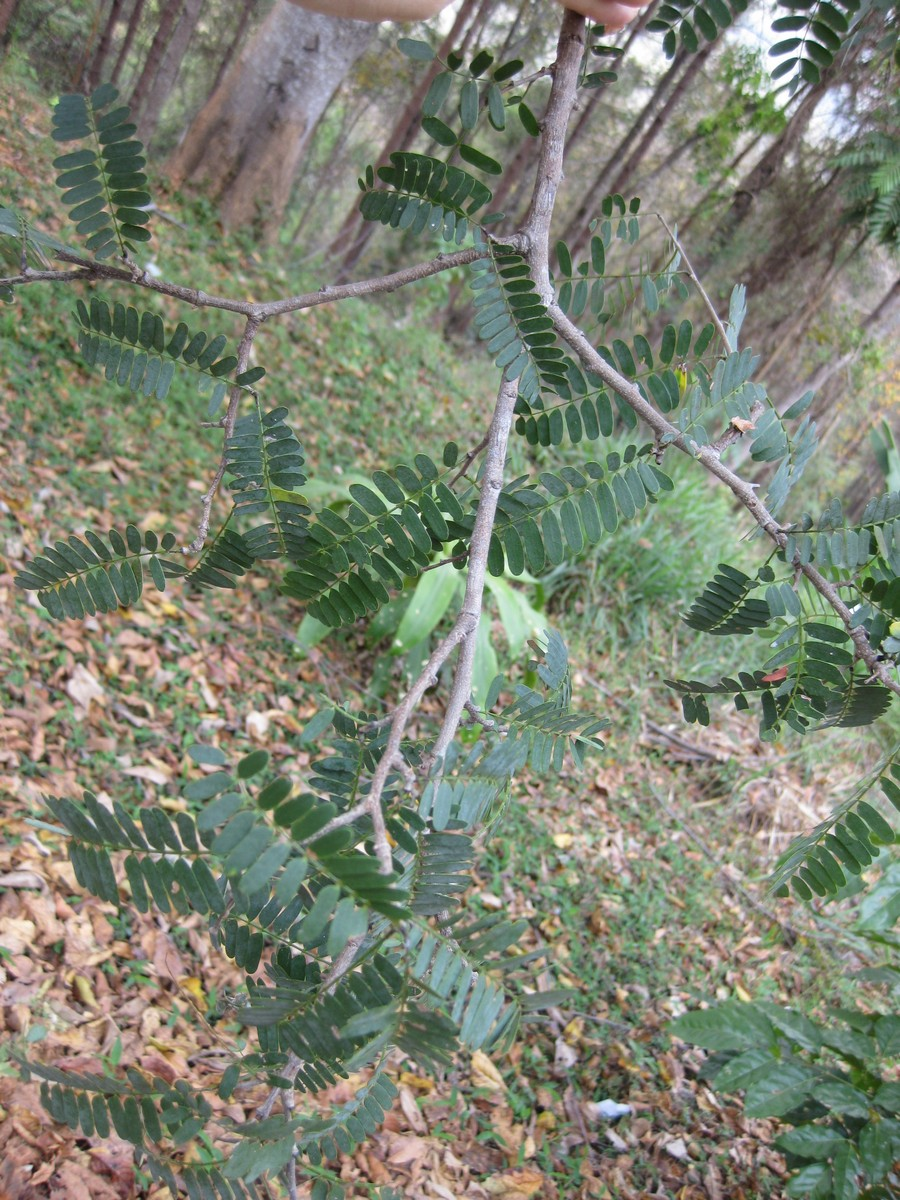
Feuille de Tamarinier, au Jardin botanique de la reine Sirikit, en Thaïlande.
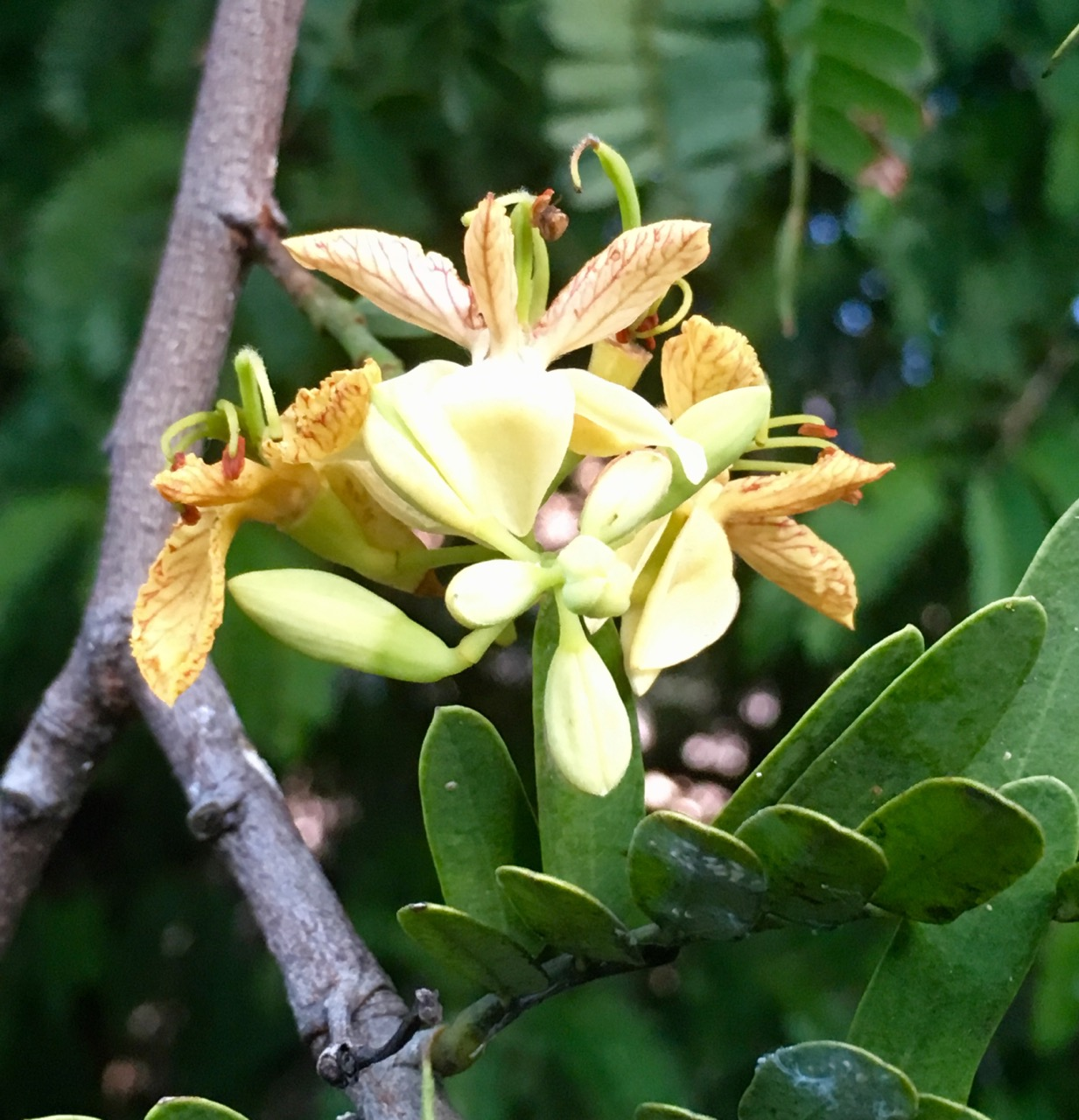
Fleurs de tamarinier.
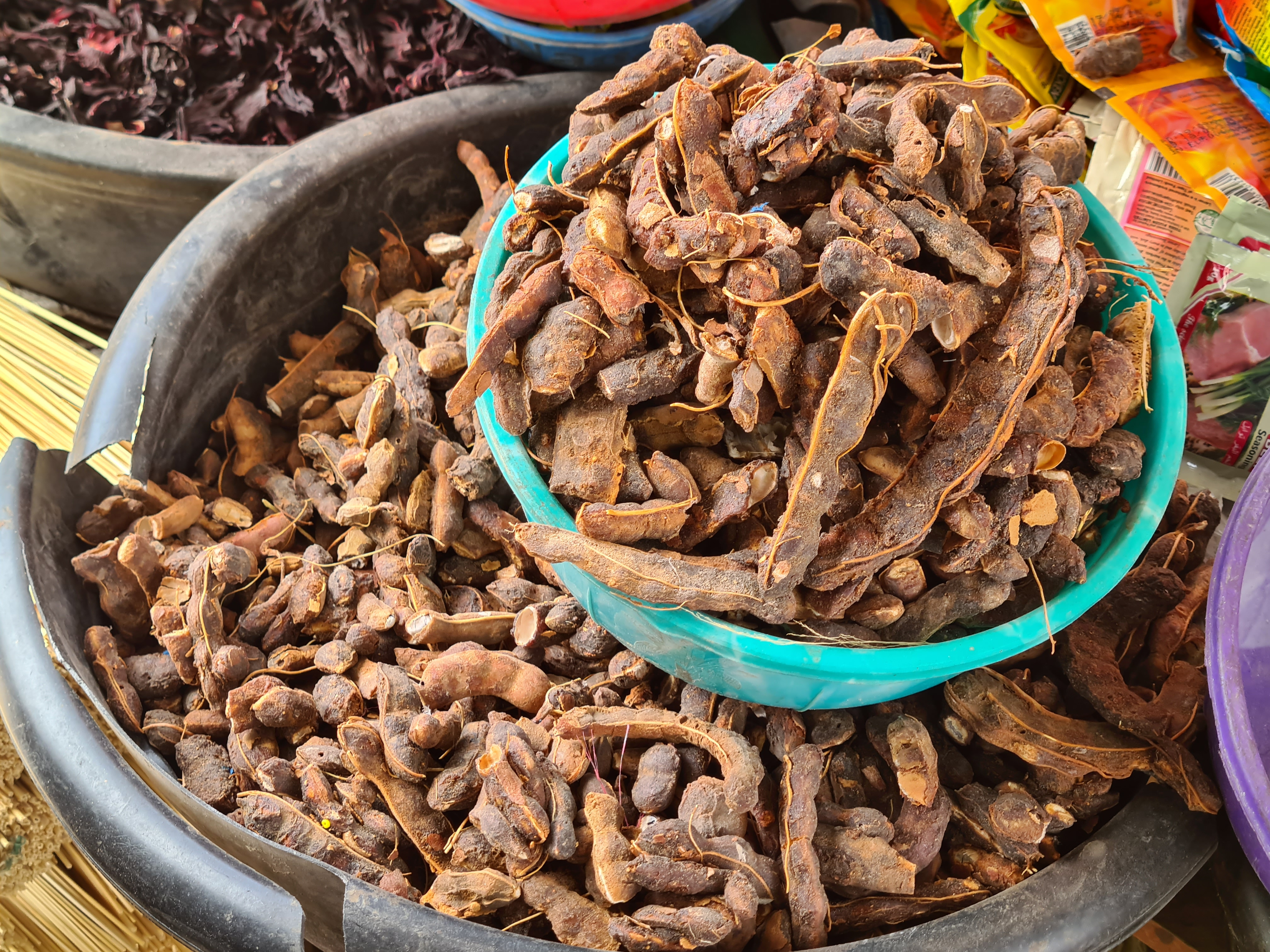
Tamarin sec au Tchad.

## Culture
Le tamarinier est sensible au gel mais peut supporter brièvement des températures proches de 0 °C, voire légèrement négatives. On réserve donc sa culture aux régions tropicales (zone USDA 10a) ou plus chaudes.
Il peut supporter des sécheresses occasionnelles mais perd alors une partie de son feuillage.

## Utilisation
Il est cultivé pour son fruit, le tamarin, parfois appelé « datte Indienne ». La pulpe comestible entourant les graines est à la fois acide et riche en sucre.

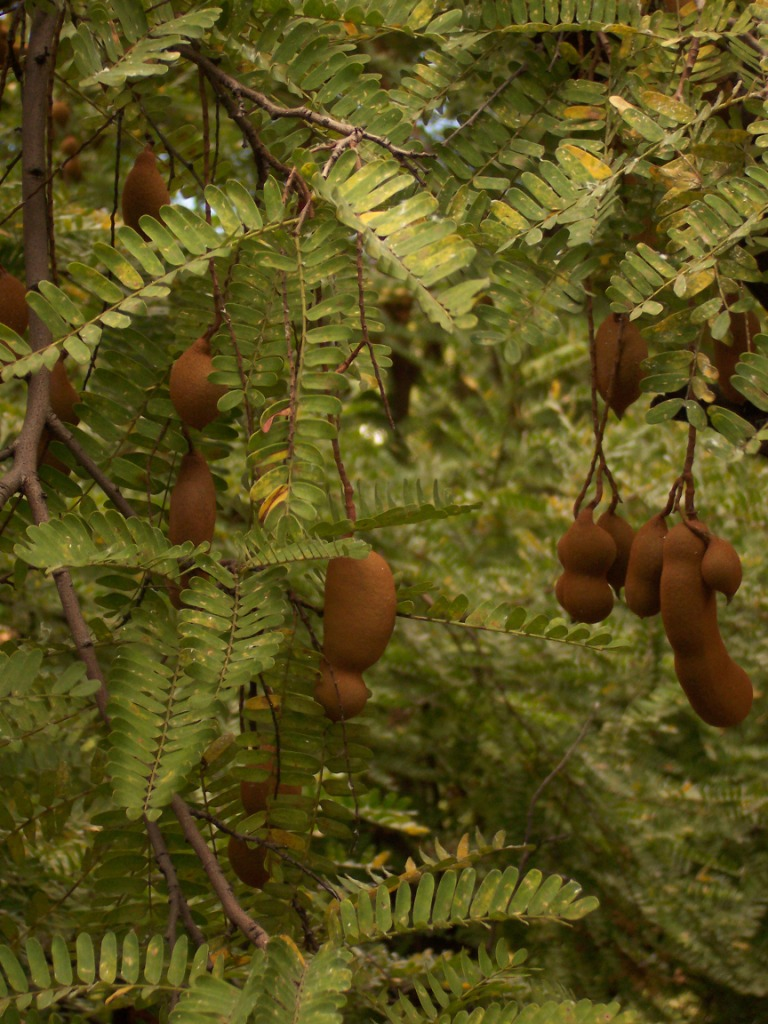
Fruits sur l'arbre.
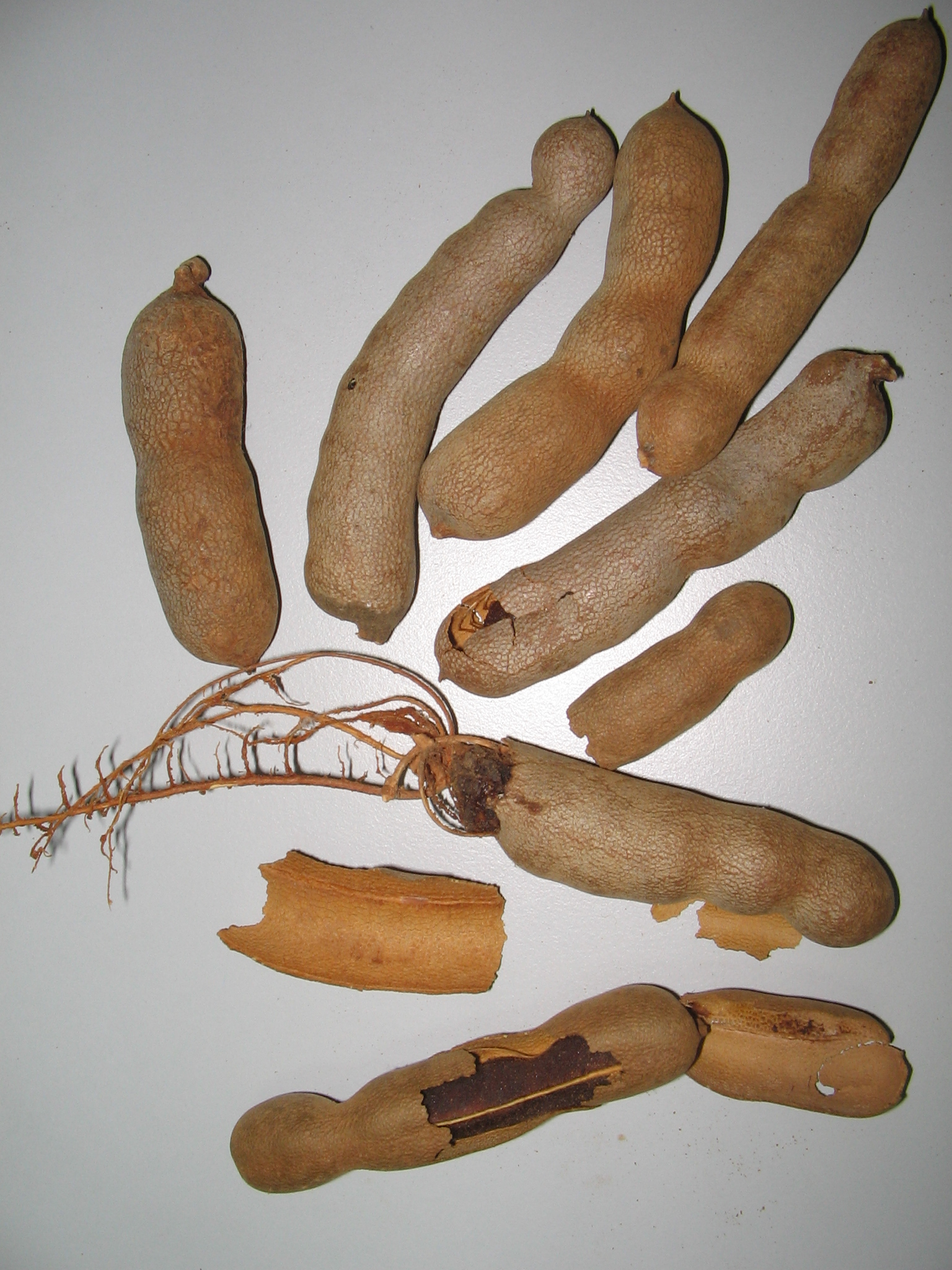
Tamarins, fruits du tamarinier.
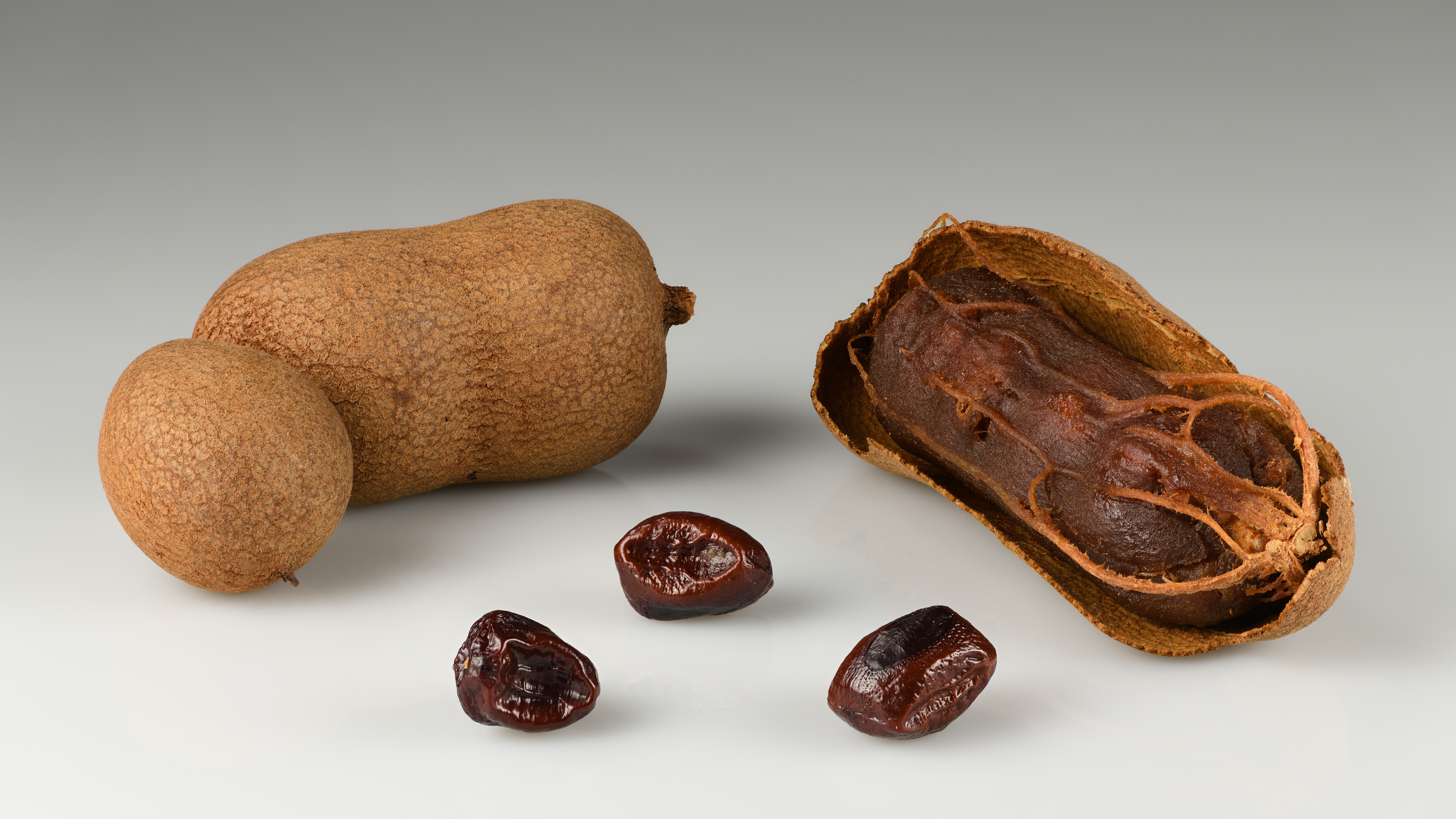
Fruits d'un tamarinier en Thaïlande en février 2022.

Cette pulpe additionnée de sucre est utilisée pour confectionner une boisson acidulée refresco de tamarindo en Amérique latine ou tamarinade aux Antilles et à La Réunion.

### Utilisation culinaire
La pulpe est employée comme épice dans la cuisine africaine, indienne, d'Asie du Sud-Est et du Moyen-Orient. Elle donne une saveur aigre. Il est utilisé dans les currys, les plats de lentilles, avec des nouilles de riz, les chutneys doux, ou sert à parfumer le riz. C'est un ingrédient important de la Worcestershire sauce (inventée en Angleterre).
La pectine qu'il contient est utilisée dans la confiture industrielle. Le jus très acide (riche en acide tartrique) trouve un usage comparable au jus de citron.

### Utilisation thérapeutique
Il peut être utilisé comme laxatif ou pour aider à la digestion[réf. nécessaire]. On peut aussi l'utiliser dans le traitement des bronchites. Il peut enfin soigner les maux de gorges (gargarisme), ou encore il entre dans la composition du gel gingival pour nourrissons[réf. nécessaire].
Différentes parties du tamarinier entrent dans les pharmacopées traditionnelles. Sous le nom de « pulpe de tamarin », il était un constituant du catholicum simple de la pharmacopée maritime occidentale au XVIIIe siècle ,.

### Utilisations diverses
Le tamarin nettoie le cuivre. Il suffit de le saupoudrer d'une poignée de sel marin, de le mouiller et d'en frotter l'objet.
On tire de l'amidon des graines écrasées.
Le polysaccharide TS est extrait des graines et est utilisé dans des médicaments comme la Visine.

## Littérature et cinéma
- Le tamarinier apparaît dans le sonnet de Charles Baudelaire Parfum exotique (poème XXII de la partie Spleen et Idéal des Fleurs du mal, 1857) :

« Pendant que le parfum des verts tamariniers,

Qui circule dans l'air, et m'enfle la narine

Se mêle dans mon âme au chant des mariniers. »

- The tamarind seed (La graine de tamarinier) dont le titre français est Top secret est un film de Blake Edwards dans lequel l'actrice Julie Andrews raconte à Omar Sharif une légende sur une graine de tamarinier ressemblant à la tête d'un esclave[7].

- Le Grand Tamarinier de Joëlle Écormier est l'histoire d'un enfant en quête de sérénité, qu'il trouve auprès de son ami l'arbre (Joëlle Écormier, Le Grand Tamarinier, Azalées Éditions, Sainte-Marie, 2000,  (ISBN 2-913158-20-X)).
- Dans son autobiographie Sangati, Bama rapporte un proverbe de la caste Dalit (intouchables) :

« Quand on est mariée au diable, on est obligée de monter au tamarinier. »
— Bama, Sangati